# Sträv kardvädd
Sträv kardvädd (Dipsacus strigosus) är en växtart i familjen väddväxter.